# Fun Mom Dinner
Fun Mom Dinner è un film del 2017, diretto da Alethea Jones.

## Trama
Quattro madri, i cui figli frequentano la stessa classe, si prendono una serata di libera uscita per andare a cena tutte insieme. La serata prenderà però per loro una svolta inaspettata.

## Produzione
Il 22 giugno 2016 è stato riferito che Alethea Jones avrebbe diretto Fun Mom Dinner da una sceneggiatura di Julie Yaeger Rudd, con un cast comprendente Toni Collette, Molly Shannon, Bridget Everett e Adam Scott. Le riprese sono iniziate quel giorno a Los Angeles. Julian Wass ha composto la colonna sonroa del film.

## Distribuzione
Il film è stato presentato in anteprima mondiale al Sundance Film Festival il 27 gennaio 2017. Prima del Sundance, Momentum Pictures e Netflix hanno acquisito i diritti di distribuzione del film negli Stati Uniti. È stato distribuito in una distribuzione limitata e via video on demand il 4 agosto 2017. È uscito su Netflix il 31 dicembre 2017.
Anche in Italia il film non è uscito nei cinema ed è stato distribuito il 31 dicembre 2017 in streaming su Netflix.

## Accoglienza

### Critica
Fun Mom Dinner ha ricevuto recensioni generalmente negative da parte della critica. Su Rotten Tomatoes, il film ha conseguito un indice di gradimento del 33%, sulla base di 27 recensioni con una valutazione media di 4,5/10. Metacritic dà al film un punteggio medio ponderato di 46 su 100, basato su 12 critici, che indica "recensioni miste o medie".
Rivedendo il film per il The New York Times, Nicole Herrington la definì una "sceneggiatura sottile", ma lodò la chimica lungo i lead e le esibizioni di Everett. Christy Lemire per il sito web di Roger Ebert ha dato al film una stella e mezzo in base al fatto che il film "commette il ripetuto errore di sbatterci in testa con le sue gag in corsa e di scrivere inutilmente tutto, facendo sembrare il film più lungo dei suoi 81 minuti" e riassumendo che "queste sono davvero mamme, e loro cenano, ma la parte "divertente" scarseggia." The A.V. Club ha conferito al film un giudizio "C" che definisce il film non ispirato e "innegabilmente deludente quando un film chiamato Fun Mom Dinner non è, beh, molto divertente."

## Citazioni
- In alcuni dialoghi del film sono menzionati i film Sixteen Candles - Un compleanno da ricordare (1984), Un meraviglioso batticuore (1987), Cocktail (1988), Bling Ring (2013), la serie televisiva Mad Men e i programmi tv Dateline NBC (1992), Forensic Files, Antiques Roadshow e Love It or List It - Prendere o lasciare.

## Riconoscimenti
- 2018 - Guild of Music Supervisors Awards
  - Nomination Best Music Supervision for Films Budgeted Under 5 Million Dollars a Howard Paar

- 2018 - Yoga Awards
  - You Too Award ad Alethea Jones